# Scarla O'Horror
Scarla O'Horror fue un grupo español de indie rock fundado en el sur de Extremadura en 2008.

## Historia
Scarla O'Horror aparece en marzo de 2008 al unirse 4 músicos, de diferentes pueblos del sur de Badajoz, con el firme propósito de sacar adelante el proyecto de crear un grupo de rock con influencias del indie, el metal y hard-rock, todo aderezado con solos electrizantes.

## Componentes
- Charo González (bajo, piano y voz): líder y compositora de todos los temas del grupo. Ex-componente de Morning Glory e Ingrâvido.
- Sebastián Guerrero (Batería y coros): Coincidió con Charo en Morning Glory y entablaron una gran amistad entre ambos. Músico sólido, comprometido y trabajador. Ex-componente del emblemático grupo Vientos Castúos, con letras en extremeño (castúo), y Morning Glory.
- José Antonio Seijo "Yoye" (Guitarras): Coincidió con Ramón en Angel Centeno y Sudhick. Músico carismático de Llerena, es un guitarrista con una gran variedad de recursos, con un estilo auténtico que lo aleja del mundanal ruido. Excomponente de D.Y.C, Angel Centeno y Sudhick.
- Ramón Jiménez (Guitarras): lejos quedan los tiempos en el que hacia punk-flamenco en Días de Lástima. Músico versátil, amante de las guitarras barrocas, coincidió con Yoye en Angel Centeno y Sudhick, y con Charo en Ingrâvido.

## Discografía
Scarla O'Horror ha editado un mini-ep titulado Madame Olvido en el cual ha trabajado el arreglista y productor norteamericano Kenny Lewis.
En 2010 comenzarían el trabajo de estudio para grabar lo que sería su primer disco con al menos de 12 temas.
A finales del 2010, Charo González y Ramón Jiménez deciden disolver el grupo y crear un nuevo proyecto, un grupo indie-rock que se llamaría Ultranubes. Tras haber grabado discos de estudio, a finales de 2012 deciden disolver dicha banda, con lo que Charo comenzaría un nuevo proyecto en solitario de música rock experimental llamado Parenthesis y Neopez.